# 甘岡前進會
甘岡前進（法語：En Avant de Guingamp，简称EA Guingamp或EAG）成立於1912年，是法國一支足球隊，位於西北部布列塔尼阿摩尔滨海省的甘岡（Guingamp），市镇人口僅8,000人，卻擁有一個超過18,000容量的球場，球隊現時於法國足球乙級聯賽比賽。

## 簡介
1912年成立的甘岡，長時間在低組別業餘性質的地區聯賽作賽。1972年，球會開始由格拉特擔任主席，在這段期間球隊三度升班。在1976年，球隊升班至丙組聯賽 (亦現時的全國錦標賽)，在翌年更直接從法丙升班至法乙，一直作賽至1993年。球隊於1984年職業化，1990年新球場魯杜路球場落成，並在對PSG的賽事中首度採用。球會首項主要錦標是2009年的法國盃冠軍，是法國足球史上第二支非法甲球隊贏得這項賽事。球隊在這場不列頓打吡戰中以2:1擊敗雷恩捧盃。2014年，甘岡再在法國盃決賽中相遇雷恩並再次勝出，以2:0擊敗對手而取得球會史上第二項法國盃殊榮。除此之外，甘岡亦曾贏得1996年的圖圖盃冠軍。

## 球會榮譽
| 榮譽          | 次數        | 年度                     |
| 聯 賽 比 賽   | 聯 賽 比 賽 | 聯 賽 比 賽              |
| ------------- | ----------- | ------------------------ |
| 乙組聯賽 亞軍 | 2           | 1994/95年，1999/2000年。 |
| 杯 賽 比 賽   |             |                          |
| 法國盃 冠軍   | 2           | 2009年，2014年。         |
| 法國盃 亞軍   | 1           | 1997年。                 |
| 歐 洲 賽 事   |             |                          |
| 圖圖盃冠軍    | 1           | 1996年。                 |

## 著名球員
- 让-皮埃尔·帕潘（Jean-Pierre Papin）
- 樊尚·坎德拉（Vincent Candela）
- 弗洛朗·马卢达（Florent Malouda）
- 迪迪埃·德罗巴（Didier Drogba）
- 基斯頓·哥古夫（Christian Gourcuff）

## 外部連結
- Official website （页面存档备份，存于）
- English website